# McLean v. Arkansas
McLean v. Arkansas, 529 F. Supp. 1255, 1258-1264 (ED Ark. 1982), est une affaire judiciaire d'Arkansas.
Un procès fut intenté par plusieurs parents, groupes religieux, organisations, biologistes et d'autres groupes auprès de la United States District Court for the Eastern District of Arkansas (en) sur le fait que la loi arkansasane appelée Balanced Treatment for Creation-Science and Evolution-Science Act (ou Act 590) – qui rendait obligatoire l'apprentissage de la « science de la création » dans les écoles publiques d'Arkansas – était inconstitutionnelle car elle violait la clause d'établissement du Premier amendement de la Constitution des États-Unis.
Le juge William Overton (en) rendit sa décision le 5 janvier 1982, donnant une définition claire et précise du mot « science » comme base de son jugement arrêtant que la science de la création relève de la religion et pas de la science. La décision n'était pas contraignante sur les écoles situées hors du district est de l'Arkansas mais a eu une influence considérable sur les décisions suivantes concernant l'apprentissage du créationnisme,.
L'Arkansas n'a pas fait appel de la décision et ce n'est pas avant 1987 que la Cour suprême a décidé, dans l'arrêt Edwards v. Aguillard (qui concernait une loi similaire de Louisiane) que l'enseignement de la « science de la création » était inconstitutionnelle dans tous les États-Unis.